# Lin Sheng
Lin Sheng (en chino: 林声; Fuzhou, 5 de enero de 1994) es una deportista china que compite en esgrima, especialista en la modalidad de espada.
Ganó tres medallas en el Campeonato Mundial de Esgrima, en los años 2018 y 2019. Participó en los Juegos Olímpicos de Tokio 2020, ocupando el cuarto lugar en la prueba por equipos.

## Palmarés internacional
| Campeonato Mundial | Campeonato Mundial | Campeonato Mundial | Campeonato Mundial |
| Año                | Lugar              | Medalla            | Prueba             |
| ------------------ | ------------------ | ------------------ | ------------------ |
| 2018               | Wuxi (China)       | Medalla de bronce  | Espada por equipos |
| 2019               | Budapest (Hungría) | Medalla de oro     | Espada por equipos |
| 2019               | Budapest (Hungría) | Medalla de plata   | Espada individual  |